# Школа майбутнього

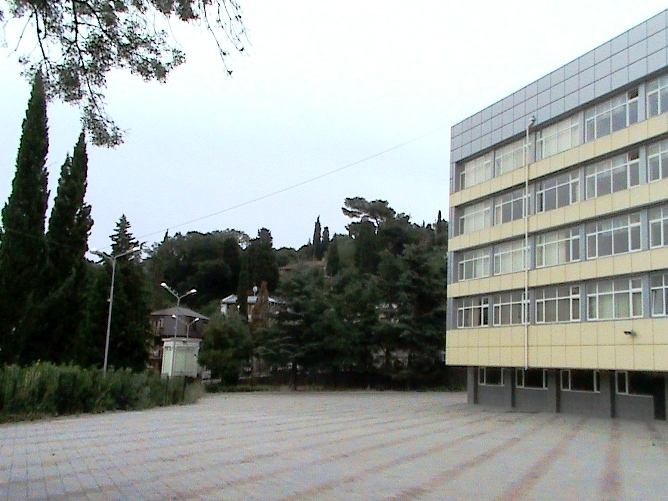
ЕНВК «Школа майбутнього» сьогодні

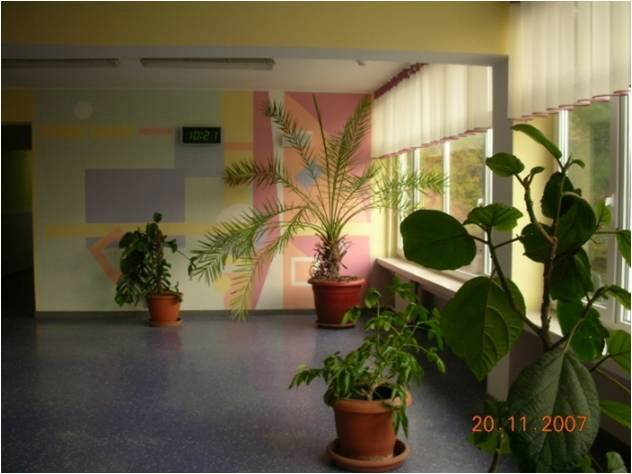
Рекреації в ЕНВК «Школа майбутнього»

ЕНВК «Школа майбутнього» — середня загальноосвітня школа № 2 I—III рівнів Ялти Автономної Республіки Крим функціонує з 1971 року.
З 1982 року школу очолює Баранова Тетяна Олександрівна — заслужений працівник АРК.
Наказом Міністерства освіти і науки України від 30 травня 2007 року № 429 школі визначений статус експериментального загальноосвітнього навчального закладу всеукраїнського рівня.

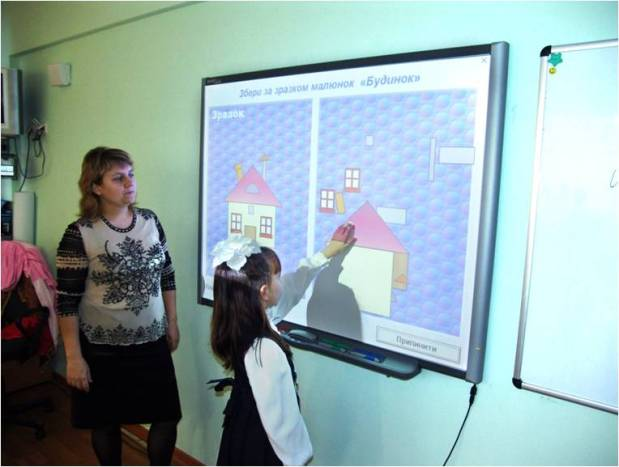
Урок в ЕНВК «Школа майбутнього»

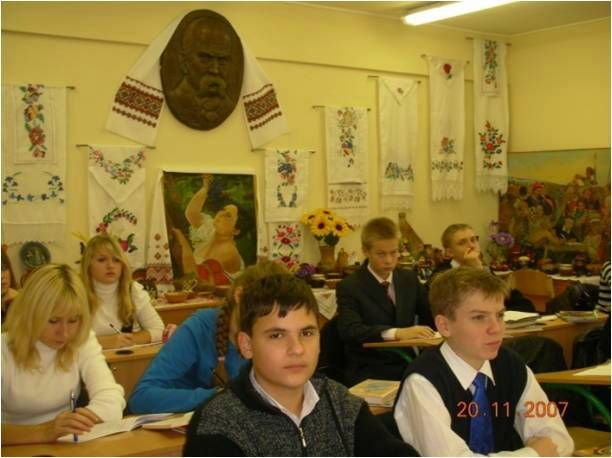
Урок укріїнської літератури в ЕНВК «Школа майбутнього»

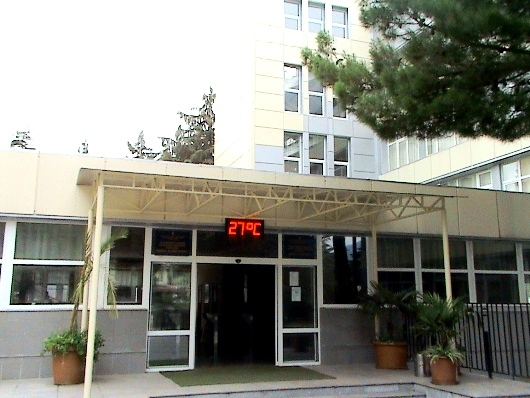
Вхід в ЕНВК «Школа майбутнього»

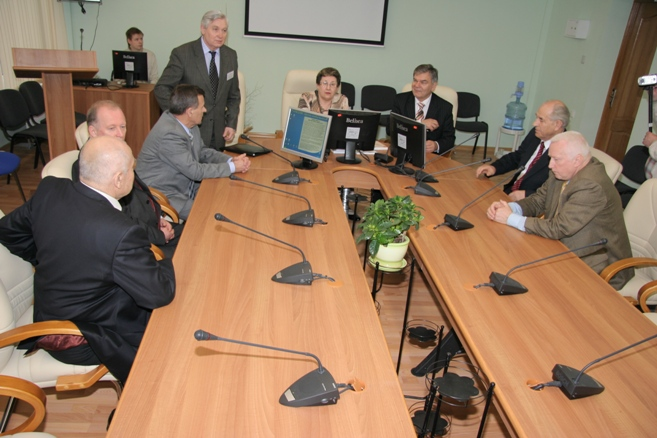
Відео-конференція з VIP гостями в конференц-залі в ЕНВК «Школа майбутнього»

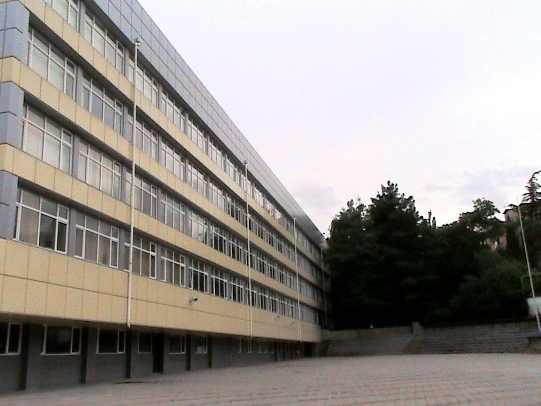
ЕНВК «Школа майбутнього» сьогодні

Середня загальноосвітня школа № 2 була відкрита у 1971 році. У 2007 році прийнято Державну соціальну цільову програму «Школа майбутнього».
Школі № 2 міста Ялти наказом Міністерства освіти і науки України № 423 від 30.05.07 було надано статус експериментального майданчика всеукраїнського рівня і затверджено план експериментальної роботи за темою "Розробка пілотного проєкту експериментального навчально-виховного комплексу «Школа майбутнього». У зв'язку з цим було змінено назву школи. Зараз це "Експериментальний навчально-виховний комплекс «Школа майбутнього».
Метою експериментальної роботи є забезпечення рівного доступу до якісної освіти. У зв'язку з цим було проведено реконструкцію та переоснащення школи. Зараз учням ЕНВК «Школа майбутнього» є доступними новітні комп'ютерні технології: у школі встановлено 38 мультимедійних комплексів, підключених до Інтернету, інтернет-бібліотека, три пересувних мультимедійних комплекси. Створені усі умови для всебічного розвитку особистості дитини: 16 різноманітних гуртків і спортивних секцій, спецкурси та курси за вибором з навчальних дисциплін, керівниками яких є викладачі Ялтинських вишів.
Інноваційні педагогічні технології, які впроваджуються в ЕНВК «Школа майбутнього» (забезпечення психологічного супроводження кожного учня з 1 по 11 клас, індивідуально-профільне навчання у школі III ступеня, рейтинговий облік досягнень учнів, портфоліо, проєктна діяльність учнів, безбальне оцінювання у школі І ступеня, модульно-розвиваюча система), спрямовані на розширення світогляду учнів, отримання більш глибоких знань, виховання прагнення учнів до постійної самоосвіти й досягнення успіхів. Модель виховної системи школи майбутнього можна умовно назвати «Школа шкіл». Вона включає 10 шкіл: школа ЗМІ, школа «Цицерон», художньо-естетична школа, спортивної майстерності, інтелектуального розвитку, толерантності, милосердя, для батьків, умілих рук, лідерів. Ці школи охоплюють всі основні напрями розвитку особи молодої людини та сприяють здійсненню поставлених школою виховних цілей.
У навчальному закладі працює працездатний, висококваліфікований педагогічний колектив. З 75 педагогів двоє (Т. О. Баранова і Н. В. Селиванова) мають звання «Заслужений працівник освіти АР Крим», 16 учителів-методистів, 7 старших учителів, 8 учителів мають І категорію. Педагогічний колектив завжди відрізнявся творчою спрямованістю, був учасником експериментальної та інноваційної педагогічної діяльності. Протягом 38 років свого існування школа випустила 3326 учнів. 130 випускників закінчили школу з золотою медаллю, 72 — зі срібною.
Результативно працює шкільне відділення Малої академії наук «Дослідник». У школі навчаються 25 кандидатів у дійсні члени Малої академії наук і 8 дійсних членів, які працюють у 20 секціях. Двоє учнів школи є стипендіатами Верховної Ради АР Крим і Ялтинської міської ради.
Обмін досвідом і популяризація ідей Державної цільової соціальної програми «Школа майбутнього» є дуже важливим аспектом роботи навчального закладу. Обговорення проблем інноваційного процесу в освіті, обмін досвідом є дуже корисним для підвищення педагогічної майстерності вчителів. Протягом року «Школу майбутнього» відвідали делегації вчителів з різних регіонів України: Харкова, Тернополя, Запоріжжя, а також з Білорусі, Росії, Великої Британії, США. У 2007 році були укладені договори про співпрацю з Таврійським національним університетом, Кримським державним університетом, Ялтинським університетом менеджменту, Ялтинським медичним коледжем, Ялтинським вищим професійним училищем будівельних і харчових технологій.
	25-26 вересня 2008 року на базі школи проходив Всеукраїнський семінар "Реалізація державної цільової соціальної програми «Школа майбутнього», а 11-12 грудня 2008 року — Всеукраїнська науково-пошукова конференція «Теорія і практика розроблення прогностичних моделей шкіл майбутнього». В лютому 2009 року школа брала участь у III спеціалізованій виставці освітніх послуг «Освіта — 2009» у місті Сімферополі та була відзначена дипломом. Двома почесними дипломами за високі творчі досягнення в інноваційному оновленні національної системи освіти ЕНВК «Школа майбутнього» була нагороджена як учасник XII міжнародної виставки навчальних закладів «Сучасна освіта в Україні — 2009», яка проходила у Києві 25-27 лютого 2009 року. За підсумками конкурсу «Суспільне визнання Ялти — 2007» школа стала переможцем у номінації «Подія року».